# Мартин, Тони (рок-певец)
Тони Мартин (англ. Tony Martin; настоящее имя Энтони Филипп Харфорд, англ. Anthony Philip Harford; р. 19 апреля 1957, Бирмингем, Великобритания) — вокалист, более всего известный по своей работе в группе Black Sabbath (1987—1991, 1993—1997). Мартин стал пятым (после Оззи Осборна, Ронни Джеймса Дио, Яна Гиллана и Гленна Хьюза) певцом, записавшим студийные альбомы с группой Black Sabbath.
Мартин также активно участвовал в таких проектах, как Tony Martin Band, M3, The Alliance, Misha Calvin, The Cage, Giuntini Project II, Phenomena (альбом Psychofantasy). Хотя Мартин известен как вокалист, он играет на многих инструментах. В своем интервью он сказал, что играет на гитаре, бас-гитаре, барабанах, скрипке, клавишных, гармонике, волынке и панфлейте. На его сольном альбоме 2005 года Scream он исполняет вокальные партии и играет на бас-гитаре, барабанах, скрипке и гитаре.
В 2011 году совместно с гитаристом King Diamond Энди Ла Роком и бывшим басистом Hammerfall Магнусом Розеном организовали проект под названием BLACK.

## Дискография

### Сольные альбомы
- Back Where I Belong (1992)
- Scream (2005)
- Thorns (2022)

### СBlack Sabbath
- Black Sabbath — The Eternal Idol (1987)
- Black Sabbath — Headless Cross (1989)
- Black Sabbath — Tyr (1990)
- Black Sabbath — Cross Purposes (1994)
- Black Sabbath — Cross Purposes Live (1995)
- Black Sabbath — Forbidden (1995)
- Black Sabbath — The Sabbath Stones (1996)

### С Giuntini Project
- Giuntini Project — The Giuntini Project II (1998)
- Giuntini Project — Giuntini Project III (2006)
- Giuntini Project — Giuntini Project IV (2013)
- Giuntini Project — Great Lefty: Live Forever! (Tribute to Tony Iommi Godfather Of Metal) Композиция Anno Mundi (2015)

### С Dario Mollo
- Dario Mollo — The Cage (1999)
- Dario Mollo — The Cage II (2002)
- Dario Mollo — The Third Cage (2012)

### С другими группами
- Forcefield — Forcefield II: The Talisman (1988)
- Misha Calvin — Evolution (1993)
- Rondinelli — Our Cross, Our Sins (2002)
- Empire — Trading Souls (2003)
- M3 — Classic Snake Live Vol. 1 — a WHITESNAKE’s covers (2003)
- Empire — The Raven Ride (2006)
- Phenomena — PsychoFantasy (2006)
- Mario Parga — Spirit Of Night (2008)
- Voices Of Rock II — High & Mighty (2009)
- Arrayan Path — Ira Imperium (2011) Композиция Ira Imperium
- Wolfpakk — Wolfpakk (2011)
- Silver Horses — Silver Horses (2011)